# جمهوری سرمایه‌داری
کاپیتالیسمیاسرمایه‌داری نظامی اقتصادی و مربوط به دوران مدرن است؛ که در آن بخش عمده فعالیت اقتصادی -به ویژه مالکیت و سرمایه‌گذاری برای تولید-دردست افراد و موسسات خصوصی (غیر دولتی) است که از طریق رقابت اقتصادی جهت کسب سود فعالیت می‌کنند. این سیستم اقتصادی که به اقتصاد بازار نیز مشهور است، در دوران انقلاب صنعتی (۱۸۵۰-۱۷۵۰) در اروپای غربی و آمریکا حاکم شد و به تدریج به کشورهای غیر غربی راه یافت.

## وجه تسمیه
واژه کاپیتال از ریشه لاتینی capitellumگرفته شده‌است. پیشوندcaput به معنای سر و و در زبان اقتصادی به معنای سرمایه به کار می‌رود.